# KSV Waregem
Ne pas confondre avec le KRC Waregem, un autre club de football de la région, ni avec le SV Zulte Waregem, un club de Zulte qui emménage au Stade Arc-en-ciel après la disparition du club dont il est question dans le présent article.
Maillots
Dernière mise à jour : 2 janvier 2013.
Le Koninklijke Sportvereniging Waregem est un ancien club de football belge, fondé en 1925 et disparu en 2001. Le club s'est constitué par une fusion entre le Football Club Waereghem Sportief et le Red Star Waereghem en 1946, et reçut pour l'occasion un nouveau numéro de matricule, le 4451. Le club remporte une fois la Coupe de Belgique et une fois la Supercoupe de Belgique, et participe à plusieurs reprises à une Coupe d'Europe. À la suite de graves problèmes financiers, le club subit une double rétrogradation administrative en 1999, et doit arrêter ses activités en 2001.
Son stade est repris par le Zultse VV, qui change son nom pour l'occasion en SV Zulte Waregem, mais il n'y a pas de fusion entre les deux clubs.

## Histoire
Le club Waereghem Sportief est fondé en 1925 et s'affilie à l'Union Belge le 28 août 1925. Il reçoit un an plus tard le matricule 552. Le 1er février 1928, un autre club voit le jour dans la ville de Waregem, le Red Star Waereghem, qui reçoit le matricule 1153. Les deux clubs jouent dans les séries provinciales, seul le Waereghem Sportief parvient à atteindre la Promotion en 1932, mais il n'y reste que deux saisons.
Au sortir de la Seconde Guerre mondiale, les deux clubs décident de fusionner. C'est chose faite en 1946, le nouveau club prenant le nom de Sportvereeniging Waregem, et reçoit le matricule 4451. Deux ans plus tard, le club retrouve les séries nationales, qu'il ne quittera plus jusqu'à sa disparition. En 1951, le club reçoit le titre de Société Royale, décerné pour les associations existant depuis 25 ans, ce qui laisse à penser que le Waereghem Sportief a absorbé le Red Star Waereghem dans la fusion. Le club parvient en Division 2 en 1963, et trois ans plus tard en première division. Le club y reste jusqu'en 1996, à l'exception des saisons 1972-1973 et 1994-1995 qu'il passe en D2.
De 1963 à 1999, le club ne connaît d'ailleurs que les deux plus hautes divisions nationales. En 1999, le club termine avant-dernier en deuxième division, ce qui le condamne à un retour en Division 3, mais à la suite de problèmes financiers, le club recule directement en Promotion. Deux ans plus tard, toujours sujet aux mêmes difficultés, le club arrête ses activités et est radié des registres de l'Union Belge.
Le club de Zultse VV, porteur du matricule 5381, alors en D3, s'installe dans le stade du l'ancien « Essevé » Waregem, le Regenboogstadion (Stade Arc-en-Ciel en français), et adapte son nom en SV Zulte Waregem, sans qu'il y ait de fusion entre les deux matricules.

## Résultats dans les divisions nationales
Statistiques clôturées, club disparu

### Palmarès

#### Trophées majeurs
- 1 fois vainqueur de la Coupe de Belgique en 1974.
- 1 fois vainqueur de la Supercoupe de Belgique en 1982[2].
- 2 fois champion de Belgique de Division 2 en 1966 et 1995.
- 1 fois champion de Belgique de Division 3 en 1963.
- 1 fois champion de Belgique de Promotion en 1954.

#### Trophées mineurs
- Challenge Cup Fair Play Stanley Vanden Eynde en 1986
- Coupe des Flandres en 1993
- Championnat Indoor en 1996
- Trophée Jules Pappaert en 1957 et 1966
- Tournoi de Paris en 1985

### Bilan
| Niv | Divisions     | Jouées | Titres | TM Up | TM Down |
| --- | ------------- | ------ | ------ | ----- | ------- |
| I   | 1re nationale | 28     | 0      |       |         |
| II  | 2e nationale  | 8      | 2      | 1     |         |
| III | 3e nationale  | 15     | 1      |       |         |
| IV  | 4e nationale  | 4      | 1      | 1     |         |
| V   | 5e nationale  | 0      | 0      |       |         |
|     |               |        |        |       |         |
|     | TOTAUX        | 55     | 4      | 2     | 0       |

- TM Up : test-match pour départager des égalités, ou toutes formes de Barrages ou de Tour final pour une montée éventuelle.
- TM Down : test-match pour départager des égalités, ou toutes formes de Barrages ou de Tour final pour le maintien.

### Classements
| Ordre               | Saison   | Nom du club                                               | Niveau                                                    | Classement final                                          | Remarques                                                 |
| ------------------- | -------- | --------------------------------------------------------- | --------------------------------------------------------- | --------------------------------------------------------- | --------------------------------------------------------- |
| 1                   | 1932-33  | FC Waereghem Sportief                                     | Promotion (D3) série A                                    | 9e/14                                                     |                                                           |
| 2                   | 1933-34  | FC Waereghem Sportief                                     | Promotion (D3) série B                                    | 14e/16                                                    | Relégué!                                                  |
| séries provinciales |          |                                                           |                                                           |                                                           |                                                           |
| 3                   | 1948-49  | SV Waregem                                                | Promotion (D3) série B                                    | 9e/16                                                     |                                                           |
| 4                   | 1949-50  | SV Waregem                                                | Promotion (D3) série A                                    | 10e/16                                                    |                                                           |
| 5                   | 1950-51  | SV Waregem                                                | Promotion (D3) série B                                    | 4e/16                                                     |                                                           |
| 6                   | 1951-52  | K. SV Waregem                                             | Promotion (D3) série B                                    | 8e/16                                                     | Relégué!                                                  |
| 7                   | 1952-53  | K. SV Waregem                                             | Promotion série A                                         | 2e/16                                                     |                                                           |
| 8                   | 1953-54  | K. SV Waregem                                             | Promotion série D                                         | 1er/16                                                    | Champion et promu!                                        |
| 9                   | 1954-55  | K. SV Waregem                                             | Division 3 série B                                        | 5e/16                                                     |                                                           |
| 10                  | 1955-56  | K. SV Waregem                                             | Division 3 série A                                        | 2e/16                                                     |                                                           |
| 11                  | 1956-57  | K. SV Waregem                                             | Division 3 série B                                        | 2e/16                                                     |                                                           |
| 12                  | 1957-58  | K. SV Waregem                                             | Division 3 série B                                        | 2e/16                                                     |                                                           |
| 13                  | 1958-59  | K. SV Waregem                                             | Division 3 série A                                        | 3e/16                                                     |                                                           |
| 14                  | 1959-60  | K. SV Waregem                                             | Division 3 série A                                        | 7e/16                                                     |                                                           |
| 15                  | 1960-61  | K. SV Waregem                                             | Division 3 série A                                        | 5e/16                                                     |                                                           |
| 16                  | 1961-62  | K. SV Waregem                                             | Division 3 série A                                        | 5e/16                                                     |                                                           |
| 17                  | 1962-63  | K. SV Waregem                                             | Division 3 série A                                        | 1er/16                                                    | Champion et promu!                                        |
| 18                  | 1963-64  | K. SV Waregem                                             | Division 2                                                | 12e/16                                                    |                                                           |
| 19                  | 1964-65  | K. SV Waregem                                             | Division 2                                                | 8e/16                                                     |                                                           |
| 20                  | 1965-66  | K. SV Waregem                                             | Division 2                                                | 1er/16                                                    | Champion et promu!                                        |
| 21                  | 1966-67  | K. SV Waregem                                             | Division 1                                                | 7e/16                                                     |                                                           |
| 22                  | 1967-68  | K. SV Waregem                                             | Division 1                                                | 4e/16                                                     | C3                                                        |
| 23                  | 1968-69  | K. SV Waregem                                             | Division 1                                                | 8e/16                                                     |                                                           |
| 24                  | 1969-70  | K. SV Waregem                                             | Division 1                                                | 10e/16                                                    |                                                           |
| 25                  | 1970-71  | K. SV Waregem                                             | Division 1                                                | 9e/16                                                     |                                                           |
| 26                  | 1971-72  | K. SV Waregem                                             | Division 1                                                | 15e/16                                                    | Relégué!                                                  |
| 27                  | 1972-73  | K. SV Waregem                                             | Division 2                                                | 2e/16                                                     | Promu!                                                    |
| 28                  | 1973-74  | K. SV Waregem                                             | Division 1                                                | 9e/16                                                     |                                                           |
| 29                  | 1974-75  | K. SV Waregem                                             | Division 1                                                | 9e/20                                                     |                                                           |
| 30                  | 1975-76  | K. SV Waregem                                             | Division 1                                                | 5e/19                                                     |                                                           |
| 31                  | 1976-77  | K. SV Waregem                                             | Division 1                                                | 6e/18                                                     |                                                           |
| 32                  | 1977-78  | K. SV Waregem                                             | Division 1                                                | 11e/18                                                    |                                                           |
| 33                  | 1978-79  | K. SV Waregem                                             | Division 1                                                | 14e/18                                                    |                                                           |
| 34                  | 1979-80  | K. SV Waregem                                             | Division 1                                                | 12e/18                                                    |                                                           |
| 35                  | 1980-81  | K. SV Waregem                                             | Division 1                                                | 11e/18                                                    |                                                           |
| 36                  | 1981-82  | K. SV Waregem                                             | Division 1                                                | 12e/18                                                    |                                                           |
| 37                  | 1982-83  | K. SV Waregem                                             | Division 1                                                | 16e/18                                                    |                                                           |
| 38                  | 1983-84  | K. SV Waregem                                             | Division 1                                                | 7e/18                                                     |                                                           |
| 39                  | 1984-85  | K. SV Waregem                                             | Division 1                                                | 4e/18                                                     | C3                                                        |
| 40                  | 1985-86  | K. SV Waregem                                             | Division 1                                                | 8e/18                                                     |                                                           |
| 41                  | 1986-87  | K. SV Waregem                                             | Division 1                                                | 8e/18                                                     |                                                           |
| 42                  | 1987-88  | K. SV Waregem                                             | Division 1                                                | 6e/18                                                     | C3                                                        |
| 43                  | 1988-89  | K. SV Waregem                                             | Division 1                                                | 9e/18                                                     |                                                           |
| 44                  | 1989-90  | K. SV Waregem                                             | Division 1                                                | 16e/18                                                    |                                                           |
| 45                  | 1990-91  | K. SV Waregem                                             | Division 1                                                | 13e/18                                                    |                                                           |
| 46                  | 1991-92  | K. SV Waregem                                             | Division 1                                                | 10e/18                                                    |                                                           |
| 47                  | 1992-93  | K. SV Waregem                                             | Division 1                                                | 4e/18                                                     | C3                                                        |
| 48                  | 1993-94  | K. SV Waregem                                             | Division 1                                                | 17e/18                                                    | Relégué!                                                  |
| 49                  | 1994-95  | K. SV Waregem                                             | Division 2                                                | 1er/18                                                    | Champion et promu!                                        |
| 50                  | 1995-96  | K. SV Waregem                                             | Division 1                                                | 18e/18                                                    |                                                           |
| 51                  | 1996-97  | K. SV Waregem                                             | Division 2                                                | 4e/18                                                     | Tour final!                                               |
| 52                  | 1997-98  | K. SV Waregem                                             | Division 2                                                | 13e/18                                                    |                                                           |
| 53                  | 1998-99  | K. SV Waregem                                             | Division 2                                                | 17e/18                                                    | Relégué en Promotion!                                     |
| 54                  | 1999-00  | K. SV Waregem                                             | Promotion                                                 | 3e/16                                                     | Tour final!                                               |
| 55                  | 2000-01  | K. SV Waregem                                             | Promotion                                                 | 5e/18                                                     |                                                           |
| X                   | mai 2001 | Arrêt des activités du club, le matricule 4451 est radié. | Arrêt des activités du club, le matricule 4451 est radié. | Arrêt des activités du club, le matricule 4451 est radié. | Arrêt des activités du club, le matricule 4451 est radié. |

### Coupes d'Europe
Le KSV Waregem participe à cinq reprises à une Coupe d'Europe : une fois à la Coupe des villes de foire, une fois à la Coupe des vainqueurs de coupe, et trois fois à la Coupe UEFA. Sa première expérience européenne est la Coupe des villes de foires 1968-1969, durant laquelle le club élimine d'abord l'Atlético Madrid au premier tour, avant d'être éliminé par le Legia Varsovie au tour suivant. Après sa victoire en Coupe de Belgique en 1974, le club participe à la Coupe des vainqueurs de Coupe 1974-1975. Il est éliminé dès le premier tour par l'Austria Vienne.
Dix ans plus tard, le club connaît sa plus belle campagne européenne lors de la Coupe UEFA 1985-1986. Il élimine successivement l'AGF Århus, Osasuna, l'AC Milan et le Hajduk Split pour atteindre les demi-finales, où il s'incline face à Cologne. Il atteint le deuxième tour de la Coupe UEFA 1988-1989, éliminant Molde avant d'être battu par le Dynamo Dresde. Sa dernière aventure européenne lors de la Coupe UEFA 1993-1994 tourne court, le club étant éliminé sans gloire dès le premier tour par le FC Lahti.

## Personnalités

### Anciens joueurs
- Philippe Desmet, international belge
- Wim De Coninck, international belge
- Daniel Veyt (1980–1987) 232 apps 72 goals, international belge
- Marc Millecamps (1968-1988), international belge
- Luc Millecamps (1969-1986), international belge
- Aurelio Vidmar (1992–1994) 57 matches et 25 goals, international australien
- Slaven Zambata (1969–1971) 33 matches et 16 goals, international yougoslave
- Armin Görtz, international allemand
- Hendrie Krüzen, champion d'Europe 1988 avec les Pays-Bas
- Liam Buckley, international irlandais

### Entraîneurs après la Seconde Guerre mondiale
- 1946-1948 Jean Bruneau
- 1948-1949 Willy Steyskal
- 1949-1950 Alfons De Winter
- 1950-1951 Robert Goethals
- 1951-1954 Marcel Vercammen
- 1954-1957 Freddy Chaves
- 1957-1960 Jeroom Burssens
- 1960-1961 John Van Alphen
- 1961-1966 Marcel De Corte
- 1966-1972 Freddy Chaves
- 1969-1970 André Van Maldeghem (intérim)
- 1972-1974 Hans Croon
- 1974-1975 Rik Matthys
- 1975-1979 André Van Maldeghem
- 1978-1979 Julien Van Bever
- 1979-1981 Hans Croon
- 1981-1983 Sándor Popovics
- 1983-1990 Urbain Haesaert
- 1989-1990 Urbain Haesaert, Marc Millecamps, René Verheyen
- 1990-1991 René Verheyen
- 1991-1992 René Verheyen, Paul Theunis
- 1992-1993 Paul Theunis
- 1993-1994 Paul Theunis, Gerrit Laverge, Henk Houwaart
- 1994-1995 Aimé Anthuenis
- 1995-1996 Aimé Anthuenis, André Van Maldeghem
- 1996-1997 Marc Millecamps, André Van Maldeghem, Jerko Tipuric
- 1997-1998 Jerko Tipuric, Gerrit Laverge, Dennis De Tandt
- 1998-1999 Gilbert De Groote, Leo Vander Elst
- 1999-2000 Marc Millecamps
- 2000-2001 Stanley Bollen, Daniel Declerck, Prudent Bettens